# Seznam měst v Ázerbájdžánu

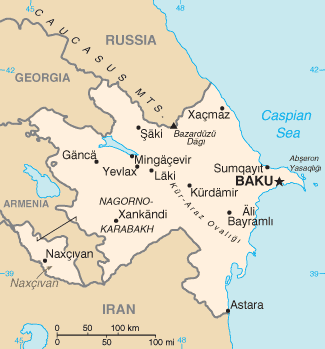
Města v Ázerbájdžánu

Níže je uveden seznam měst v Ázerbájdžánu, která mají oficiální status město (ázerbájdžánsky şəhər). V roce 2007 mělo tento status celkem 70 měst.
| Název                   | Počet obyvatel | Teritoriální jednotka  |
| ----------------------- | -------------- | ---------------------- |
| Ağcabədi                | 35 700         | Ağcabədi (rajón)       |
| Agdam                   | 39 500         | Ağdam (rajón)          |
| Ağdaş                   | 23 600         | Ağdaş (rajón)          |
| Ağdərə / Martakert      | 10 400         | Tərtər (rajón)         |
| Ağstafa                 | 12 100         | Ağstafa (rajón)        |
| Ağsu                    | 17 300         | Ağsu (rajón)           |
| Astara                  | 15 300         | Astara (rajón)         |
| Baku (Bakı)             | 2 399 500      | město Baku             |
| Balakən                 | 9100           | Balakən (rajón)        |
| Barda                   | 38 000         | Bərdə (rajón)          |
| Beyləqan                | 14 300         | Beyləqan (rajón)       |
| Biləsuvar               | 18 800         | Biləsuvar (rajón)      |
| Cəbrayıl                | 8500           | Cəbrayıl (rajón)       |
| Cəlilabad               | 37 100         | Cəlilabad (rajón)      |
| Culfa                   | 11 000         | Culfa (rajón)          |
| Daşkəsən                | 9500           | Daşkəsən (rajón)       |
| Dəliməmmədli            | 4900           | Goranboy (rajón)       |
| Dəvəçi                  | 21 800         | Dəvəçi (rajón)         |
| Füzuli                  | 26 100         | Füzuli (rajón)         |
| Gjandža                 | 307 500        | město Gjandža          |
| Gədəbəy                 | 8500           | Gədəbəy (rajón)        |
| Goranboy                | 7200           | Goranboy (rajón)       |
| Göyçay                  | 35 200         | Göyçay (rajón)         |
| Göygöl                  | 17 800         | Göygöl (rajón)         |
| Göytəpə                 | 13 600         | Cəlilabad (rajón)      |
| Hacıqabul               | 23 700         | Hacıqabul (rajón)      |
| İmişli                  | 31 800         | İmişli (rajón)         |
| İsmayıllı               | 13 700         | İsmayıllı (rajón)      |
| Kəlbəcər / Kelbadžar    | 8600           | Kəlbəcər (rajón)       |
| Kürdəmir                | 17 900         | Kürdəmir (rajón)       |
| Lačin / Berdzor (Laçın) | 11 500         | Laçın (rajón)          |
| Lenkoran (Lənkəran)     | 48 500         | Lenkoran (rajón)       |
| Liman                   | 10 100         | Lenkoran (rajón)       |
| Masallı                 | 9800           | Masallı (rajón)        |
| Mingačevir (Mingəçevir) | 95 500         | město Mingačevir       |
| Nachičevan (Naxçıvan)   | 70 400         | město Nachičevan       |
| Naftalan                | 7500           | město Naftalan (rajón) |
| Neftçala                | 19 000         | Neftçala (rajón)       |
| Oğuz                    | 6700           | Oğuz (rajón)           |
| Ordubad                 | 9700           | Ordubad (rajón)        |
| Qax                     | 12 100         | Qax (rajón)            |
| Qazax                   | 19 500         | Qazax (rajón)          |
| Qəbələ                  | 12 100         | Qəbələ (rajón)         |
| Quba                    | 22 700         | Quba (rajón)           |
| Qubadlı                 | 7000           | Qubadlı (rajón)        |
| Qusar                   | 16 000         | Qusar (rajón)          |
| Saatlı                  | 17 400         | Saatlı (rajón)         |
| Sabirabad               | 28 300         | Sabirabad (rajón)      |
| Saljany                 | 36 200         | Salyan (rajón)         |
| Şamaxı                  | 29 600         | Şamaxı (rajón)         |
| Şəki                    | 62 500         | Şəki (rajón)           |
| Şəmkir                  | 36 100         | Şəmkir (rajón)         |
| Şərur                   | 6500           | Şərur (rajón)          |
| Siyəzən                 | 23 200         | Siyəzən (rajón)        |
| Xankəndi / Stěpanakert  | 53 000         | město Xankəndi         |
| Sumqayıt                | 268 800        | město Sumqayıt         |
| Şuşa / Šuša             | 18 900         | Şuşa (rajón)           |
| Şirvan                  | 69 600         | město Şirvan           |
| Terter                  | 18 200         | Tərtər (rajón)         |
| Tovuz                   | 12 900         | Tovuz (rajón)          |
| Ucar                    | 15 800         | Ucar (rajón)           |
| Chačmas                 | 37 800         | Chačmas (rajón)        |
| Chyrdalan               | 40 500         | Abşeron (rajón)        |
| Xocalı / Chodžali       | 5800           | Xocalı (rajón)         |
| Xocavənd / Martuni      | 5400           | Xocavənd (rajón)       |
| Xudat                   | 13 900         | Xaçmaz (rajón)         |
| Yevlax                  | 54 700         | Yevlax (rajón)         |
| Zaqatala                | 18 400         | Zaqatala (rajón)       |
| Zəngilan                | 7700           | Zəngilan (rajón)       |
| Zərdab                  | 10 700         | Zərdab (rajón)         |

Některá z těchto měst jsou v Nachičevanu nebo v Náhorněkarabašské republice.

## 9 největších měst
1. Baku – 2 074 300
2. Gjandža – 500 000
3. Sumqayıt – 357 900
4. Mingačevir – 95 200
5. Qaraçuxur – 72 200 (předměstí Baku)
6. Şirvan – 71 125
7. Bakıxanov – 66 300 (předměstí Baku)
8. Nachičevan – 64 500
9. Şəki – 62 100